# Mercè Tobella
Mercè Tobella (Barcelona, Barcelonès, 1896 - Castelldefels, Baix Llobregat, 1972) fou una poetessa catalana del segle xx, en el context de preguerra.
L'obra de Mercè Tobella gira al voltant de tres grans eixos; la música, la família i la natura. És autora dels reculls poètics Florida 1914-1919 (1919) i de Vida amorosa d'una dona (1964). Alguns dels seus poemes figutaren a La Revista, publicació on hi havia col·laborat, i en l'antologia d'Esteve Albert, Les cinc branques. Poesia femenina catalana (1975).